# 앤드루 세인트 존
앤드루 세인트 존(Andrew St. John, 1982년 7월 9일 ~ )은 미국의 배우이다.